# مجید کاظمی (زندانی سیاسی)
مجید کاظمی شیخ‌شبانی معترض اصفهانی در ارتباط با پرونده خانه اصفهان بود که به اتهام تیراندازی و کشته شدن دو بسیجی و یک سرهنگ یگان ویژه در اصفهان به محاربه متهم و در ۲۹ اردیبهشت ۱۴۰۲ اعدام شد. اجرای حکم اعدام در حالی انجام گرفت که در چند روز منتهی به اعدام (چه در داخل و چه در خارج از کشور) چهره‌های شناخته‌شده و نهادهای حقوق بشری خواستار توقف این اعدام‌ها شده بودند.
مجید کاظمی،به همراه چند متهم دیگر این پرونده روز ۳۰ آبان ۱۴۰۱، ۵ روز پس از حادثه خانه اصفهان در خانه برادر خود حسین به همراه او با ضرب و شتم توسط نیروهای امنیتی بازداشت شد. او در ۲۳ دی ۱۴۰۱ در یک تماس صوتی از زندان، از بدرفتاری‌ها و شکنجه‌های صورت گرفته در مورد خود صحبت کرده و گفت او را تحت شکنجه وادار کرده‌اند تا علیه خود شهادت دروغ بدهد.
سعید یعقوبی و صالح میرهاشمی بلطاقی نیز در ارتباط با همین پرونده اعدام شده‌اند.

## عدم دسترسی به وکیل انتخابی
وی و دیگر متهمان پرونده موسوم به خانه اصفهان، به وکیل انتخابی دسترسی نداشتند.

## پیش از اعدام
حکم اعدام وی و دو متهم دیگر در دیوان عالی جمهوری اسلامی تأیید شده بود.

### انتقال به انفرادی
صالح میرهاشمی و سعید یعقوبی به بخش انفرادی زندان دستگرد منتقل شدند و مجید کاظمی شیخ‌شبانی نیز از روز جمعه در انفرادی بود.

### پخش اعترافات تلویزیونی
پخشِ اعترافات تلویزیونی، روشی معمول در نظام جمهوری اسلامی ایران است که معمولاً پیش از اعدام متهم انجام می‌گیرد تا اثر منفی اعدام او را در سطح افکار عمومی کاهش دهد. سعید یعقوبی همچون دو متهم دیگر پروندهٔ خانه‌اصفهان نیز در مقابل دوربین اعتراف می‌کند. حکومت ایران، سابقه‌ای طولانی در پخش اعترافات اجباری تحت شکنجه از متهمان دارد. وی در یک فایل صوتی که در ۲۳ دی ۱۴۰۱ از زندان دستگرد اصفهان به بیرون ارسال کرد، گفت که از زمان بازداشت با هدف اخذ اعتراف اجباری تحت شکنجه و خشونت مکرر و ضرب‌وشتم بوده‌است. وی در فایل صوتی می‌گوید: «من هیچ‌کاره بودم. از زمان بازداشت، همه‌اش زیر شکنجه بوده‌ام. نه اسلحه‌ای داشتم، نه کاری کردم، و همه‌اش را زیر شکنجه گفتم».

## اعتراض‌ها به حکم اعدام
پس از اعلام حکم دیوان عالی کشور و پخش اعترافات اجباری و انتقال آن‌ها به بخش انفرادی، خانواده‌ها و بخشی از مردم با بیم اعدام قریب‌الوقوع آنها و با هدف اعتراض و جلوگیری از این اعدام‌ها، در مقابل زندان تجمع کردند.
شامگاه یکشنبه، ۲۴ اردیبهشت با انتشار توییتی از سوی محمد هاشمی (پسرخاله مجید کاظمی)، مبنی بر احتمال اعدام او و دو معترض دیگر پروندهٔ خانه‌اصفهان، جمعی از مردم اصفهان برای جلوگیری از این اعدام‌ها، مقابل زندان دستگرد تجمع کردند. در این توییت، پسرخاله مجید کاظمی نوشته بود: بر اساس «اطلاعاتی که به دست او رسیده» قرار است بامداد دوشنبه، ۲۵ اردیبهشت «با اذان صبح» این سه معترض اعدام شوند.
تجمع در برابر زندان مرکزی اصفهان از ساعات پایانی یکشنبه‌شب آغاز شد. بنا بر ویدیوهای منتشرشده در شبکه‌های اجتماعی، جمعی از مردم اصفهان با خودرو در اطراف زندان مرکزی حضور پیدا کردند و با بوق‌های ممتد و راه‌بندان، خواستار توقف اجرای حکم شدند. ویدیوهای منتشرشده نشان می‌دهد که جمعیت حاضر مقابل زندان دستگرد با هم فریاد می‌زنند: «این آخرین پیامه، اعدام کنید قیامه».
گروهی از حقوقدانان و وکلای دادگستری در نامه‌ای به رئیس قوه قضاییه جمهوری اسلامی و قضات دیوان عالی کشور، ضمن اخطار جدی در مورد نقض گسترده قوانین موجود در روند رسیدگی به پرونده‌های شهروندان معترض، خواستار توقف فوری اجرای مجازات اعدام در همه موارد به ویژه سه متهم پرونده خانه اصفهان شدند.
- ترانه علیدوستی در اینستاگرام از سازمان ملل متحد و شورای حقوق بشر این نهاد بین‌المللی خواست برای توقف حکم اعدام سه معترض پرونده خانه اصفهان تلاش کنند.[۱۸]

## پس از اعدام

### دستگیری و فشار بر خانواده
پس از اجرای حکم اعدام متهمان پرونده موسوم به خانه اصفهان از بامداد جمعه ۲۹ اردیبهشت، فشارها بر خانوادهٔ آنها افزایش یافت. دو برادرِ مجید کاظمی با ضرب‌وشتم بازداشت شدند و خواهرِ آنها نیز درحالِ پیگیریِ وضعیتِ آنها بازداشت شد. مادر صالح میرهاشمی هم روز شنبه در یک فایل صوتی اعلام کرد که نیروهای حکومتی به همسرش دستبند زدند و اجازه گرفتن مراسم به آن‌ها ندادند. خواهر مجید کاظمی در ۱ خرداد ۱۴۰۲ آزاد شد. اما دو برادر وی همچنان در زندان هستند.

### به آتش کشیدنِ مزار
خانوادهٔ مجید کاظمی هنگامِ حضور بر مزارِ وی با مزارِ سوخته او مواجه شدند. شبِ پیش از سوزانده شدنِ مزارِ وی، مأموران در تماس با خانوادهٔ وی، آنها را از رفتن به سویِ مزار برایِ یادبودِ زادروزِ وی منع کرده بودند.